# Лип'янська сільська територіальна громада
Лип'я́нська сільська громада — об'єднана територіальна громада в Україні, у складі Звенигородського району Черкаської області. Адміністративний центр — село Лип'янка.
Площа громади — 104 км², населення — 1569 мешканців (2018).

## Історія
29 травня 2017 року  утворена Водянська сільська об'єднана територіальна громада, яка мала об'єднати Веселокутську, Водянську, Кавунівську, Лип'янську, Маслівську, Нечаєвську та Ярославську сільські ради Шполянського району. Того ж року ЦВК призначила перші вибори у громаді, однак згодом скасувала своє рішення. 17 червня 2017 року Лип'янська, а 7 червня 2018 року — Кавунівська і Маслівська сільські ради скасували свої рішення про добровільне об'єднання. Таким чином утворення Водянської громади було скасоване.
Лип'янська сільська громада була утворена 14 серпня 2018 року шляхом об'єднання Кавунівської, Лип'янської та Маслівської сільських рад Шполянського району.
12 липня 2019 року внаслідок добровільного приєднання до громади приєдналася Нечаєвська сільська рада.
12 червня 2020 року, відповідно з розпорядженням Кабінету Міністрів України № 728-р, до складу громади були об'єднані Антонівська, Веселокутська та Ярославська сільські ради.
17 липня 2020 року, в результаті адміністративно-територіальної реформи та ліквідації Шполянського району, громада увійшла до складу Звенигородського району.

## Населені пункти
До складу громади входять населені пункти:
| Населений пункт      | Населення, осіб (2001) |
| -------------------- | ---------------------- |
| Антонівка, село      | 606                    |
| Веселий Кут, село    | 251                    |
| Витязеве, село       | 59                     |
| Глиняна Балка, село  | 138                    |
| Кавунівка, село      | 302                    |
| Козачани, село       | 23                     |
| Коротине, село       | 137                    |
| Лип'янка, село       | 1190                   |
| Маслове, село        | 328                    |
| Межигірка, село      | 188                    |
| Нечаєве, село        | 503                    |
| Нова Ярославка, село | 82                     |
| Ярославка, село      | 466                    |